# U 166 (U-Boot, 1942)
U 166 war ein deutsches U-Boot vom Typ IX C, das im Zweiten Weltkrieg von der deutschen Kriegsmarine eingesetzt wurde.

## Technik und Geschichte
U 166 war ein Tauchboot für ozeanische Verwendung. Es war ein U-Boot vom Zweihüllentyp und hatte eine Wasserverdrängung von 1.120 t über und 1.232 t unter Wasser. Es hatte eine Länge von 76,76 m, eine Breite von 6,76 m und einen Tiefgang von 4,70 m. Mit den zwei mal 2.200 PS MAN Neunzylinder-Viertakt Dieselmotoren M 9 V 40/46 mit Aufladung konnte eine Höchstgeschwindigkeit über Wasser von 18,3 Knoten erreicht werden. Bei 10 Knoten Fahrt konnten 12.000 Seemeilen zurückgelegt werden. Die zwei mal 500 PS SSM Doppel-E-Maschinen GU 345/34 hatten 2 × 62 Akku-Zellen AFA Typ 44 MAL 740 W. Es konnte eine Höchstgeschwindigkeit unter Wasser von 7,3 Knoten erreicht werden. Bei 4 Knoten Fahrt konnte eine Strecke von 64 Seemeilen zurückgelegt werden. Aus 4 Bug- und 2 Hecktorpedorohren konnten 22 Torpedos oder bis zu 44 TMA- oder 66 TMB-Minen ausgestoßen werden. Die Tauchtiefe betrug 100–200 m. Die Schnelltauchzeit betrug 35 Sekunden. Es hatte ein 10,5-cm Utof L/45 Geschütz mit 180 Schuss und 1 × 3,7-cm Fla-Waffen mit 2.625 Schuss, 1 × 2-cm-Fla-Waffen mit 4.250 Schuss. Ab 1943/44 erfolgte bei diesem Bootstyp der Ausbau der 10,5-cm-Kanone und Einbau von 4 × 2-cm-Zwillings-Fla-Geschützen mit 8.500 Schuss. Die Besatzungsstärke konnte aus 4 Offizieren und 44 Mannschaften bestehen. Die Kosten für den Bau betrugen 6.448.000 Reichsmark.
Der Auftrag für das Boot wurde am 25. September 1939 an die Seebeckwerft, Geestemünde vergeben. Die Kiellegung erfolgte am 6. Dezember 1940, der Stapellauf am 1. November 1941, die Indienststellung unter Oberleutnant zur See Hans-Günther Kuhlmann fand schließlich am 23. März 1942 statt.

## Kommandanten

### Hans-Günther Kuhlmann
Hans-Günther Kuhlmann wurde am 12. November 1913 in Köln-Sülz geboren. Er war zunächst bei der Handelsmarine und trat im Januar 1937 in die Kriegsmarine ein. Als Offiziersanwärter wurde er in die Crew 37a (auch als Crew IV/37 bezeichnet) eingegliedert. Nach der Ausbildung und diversen Lehrgängen legte er die Offiziershauptprüfung ab. Im September 1939 war er Torpedooffizier auf dem Schweren Kreuzer Blücher. Im Januar 1940 wechselte er zur U-Bootwaffe und wurde III., ab Juni 1940 II. und schließlich im November 1940 I. Wachoffizier auf U 37. Nach einem Kommandantenlehrgang im Februar – März 1941 bei der 24. U-Flottille in Memel übernahm er am 30. März 1941 das Kommando über das Schulboot U 7 in Pillau. Im Juni 1941 nahm er an der Baubelehrung für U 580 bei der Kriegsschiffbaulehrabteilung U-Nord in Bremen teil und wurde ab 24. Juli 1941 dessen Kommandant. Mit diesem Boot hatte er kein Glück, es sank noch in seiner Ausbildungszeit nach einer Kollision in der Ostsee. Da nicht gleich ein neues Kommando zur Verfügung stand, kam er zur Verfügung der 5. U-Flottille nach Kiel. Im Januar 1942 kam dann das nächste Kommando, er nahm an der Baubelehrung für U 166 bei der 6. Kriegsschiffbaulehrabteilung in Bremen teil und wurde am 24. März 1942 dessen Kommandant. Aber auch mit diesem Boot hatte er kein Glück. Nach der zweiten Unternehmung und vier versenkten Schiffen wurde U 166 am 30. Juli 1942 von einem amerikanischen Kriegsschiff im Golf von Mexiko mit der gesamten Besatzung versenkt. Hans-Günther Kuhlmann wurde 28 Jahre alt. Sein letzter Dienstgrad war Oberleutnant zur See (1. Oktober 1940).

## Einsatzstatistik
U 166 gehörte vom 23. März 1942 bis zum 31. Mai 1942 als Ausbildungsboot der 4. U-Flottille in Stettin und vom 1. Juni 1942 bis zu seiner Versenkung am 30. Juli 1942 als Frontboot der 10. U-Flottille in Lorient an. Es absolvierte zwei Unternehmungen, auf denen es vier Schiffe mit 7.593 BRT versenken konnte. U 166 wurde am 30. Juli 1942 im Golf von Mexiko durch US-amerikanische Seestreitkräfte versenkt. Es gab keine Überlebenden.

### Erste Unternehmung
Das Boot lief am 30. Mai 1942 um 7.00 Uhr von Kiel aus. Am 31. Mai 1942 um 15.25 Uhr lief U 166 zur Ergänzung von Brennstoff und Wasser in Kristiansand ein. Es lief am 1. Juni 1942 um 4.00 Uhr wieder dort aus. U 166 operierte während der Überführungsfahrt nach Frankreich im Nordatlantik. Nach neun Tagen auf See und einer zurückgelegten Strecke von zirka 2.470 sm lief U 166 am 10. Juni 1942 um 9.30 Uhr in Lorient ein. Es konnte auf dieser Unternehmung keine Schiffe versenken oder beschädigen.

### Zweite Unternehmung
Das Boot lief am 16. Juni 1942 von Lorient aus. U 166 operierte im Mittelatlantik, im Westatlantik, der Karibik, dem Golf von Mexiko sowie einer Minenaufgabe vor der Mississippi-Mündung. Am 16. Juni 1942 lief das Boot zur Minenübernahme in Brest ein, und am 17. Juni 1942 zur Unternehmung aus.
- Am 10. Juli attackierte Kommandant Kuhlmann einen kleinen Schiffsverband aus zwei Frachtern an, die von zwei Geleitschiffen geschützt wurden. Er feuerte sechs Torpedios ab, die allerdings keine Wirkung erzielten.[2]
- Am 11. Juli 1942 wurde in der Karibik das dominikanische Segelschiff Carmen (Lage) mit 84 BRT durch Artillerie versenkt.[2] Es hatte 2.000 Sack Mais sowie Edelhölzer geladen und befand sich auf dem Weg von Puerto Plata nach Ponce. Es gab einen Toten und acht Überlebende.
- Am 13. Juli 1942 wurde in der Karibik zwei Meilen nördlich von Cape Maysi der US-amerikanische Dampfer Oneida (Lage) mit 2.309 BRT durch einen Torpedo versenkt. Er fuhr in Ballast und war auf dem Weg von San Juan nach Punta Gorda (Kuba). Es gab sechs Tote und 29 Überlebende. Das Schiff gehörte zum Geleitzug NG-359.
- Am 16. Juli 1942 wurde in der Karibik 30 sm nordöstlich von Havanna das US-amerikanische Segelschiff Gertrude (Lage) mit 16 BRT angehalten und durch eine Sprengpatrone versenkt. Er hatte 20 t Zwiebeln geladen und befand sich auf dem Weg von Miami nach Havanna (Kuba). Es gab keine Verluste, drei Überlebende.
- Am 25. Juli 1942 legte U 166 in der Mississippi-Mündung neun TMC-Minen. Diese blieben jedoch wirkungslos.
- Am 30. Juli 1942 wurde im Golf von Mexiko der US-amerikanische Dampfer Robert E. Lee (Lage) durch einen Torpedo versenkt. Er hatte 268 Passagiere sowie 47 t Stückgut und persönliche Sachen der Passagiere an Bord und befand sich auf dem Weg von Port of Spain nach New Orleans. Es gab 25 Tote (zehn Crewmitglieder und 15 Passagiere) und 380 Überlebende (127 Crewmitglieder und 253 Passagiere).

## Verbleib
U 166 wurde am 30. Juli 1942 im Golf von Mexiko 70 km vor New Orleans, auf der Position 28° 40′ N, 88° 30′ W von der US-amerikanischen USS PC-566 (dem Geleitschiff der Robert E. Lee) durch Wasserbomben versenkt. Es gab keine Überlebenden (52 Tote).
Jahrelang glaubte man, dass U 166 am 1. August 1942 vor New Orleans in der Mississippi-Mündung durch die Grumman Widgeon Y der Squadron 212 der US-Küstenwache versenkt worden sei. Entsprechend galt U 166 lange Zeit als das einzige U-Boot, das während des Zweiten Weltkriegs von einem Flugzeug der Coast Guard versenkt wurde. Der Pilot des Wasserflugzeugs wurde mit dem Distinguished Flying Cross ausgezeichnet. Aufgrund der vermeintlich flachen Lage des Bootes, etwa bei 39 Metern, wurde die angebliche Versenkungsstelle oft zum Ziel von Sporttauchern, die das Wrack allerdings nicht finden konnten. Diese Versenkung stellte sich als Irrtum heraus. Das angegriffene Boot war nicht U 166, sondern das im gleichen Seeraum operierende U 171, das diesen Angriff ohne Schäden überstand.
Im Jahre 2001 entdeckte man U 166 im Golf von Mexiko etwa 70 Kilometer von der angenommenen Versenkungsstelle entfernt in 1.500 m Tiefe bei Sondierungsarbeiten für eine geplante Öl-Pipeline der Öl-Firmen Shell und BP. Das U-Boot lag nur sechs Kilometer von der Versenkungsstelle ihres letzten Opfers, des Dampfers Robert E. Lee, entfernt. Die Stelle, an der U 166 liegt, ist zum Kriegsgrab erklärt worden, da alle 52 Seeleute an Bord den Tod fanden. Durch die Erklärung zum Kriegsgrab wurden alle zukünftigen Bemühungen, das Boot zu bergen, verhindert.
2014 gelang von einem Forschungsschiff aus, betrieben vom Ocean Exploration Trust – gegründet 2008 von Robert Ballard, detaillierte Video-Nahaufnahmen des in der Tiefe liegenden Wracks zu machen. Das Vorhaben wurde von der U.S. National Oceanic and Atmospheric Administration und der National Geographic Society unterstützt.

## Filme
- Oliver Halmburger, Florian Beierl und Stefan Brauburger: Verdammte See - Das Geheimnis von U-166 (2006)